# 笹山久三
笹山 久三（ささやま きゅうぞう、1950年9月12日 - ）は、日本の小説家・労働運動家。高知県幡多郡西土佐村（現・四万十市）出身。本名：芝 久巳（しば ひさみ）。

## 人物・来歴
高知県中村高校西土佐分校卒。1969年、横浜金沢郵便局入局（現在は配転により異動）。
1987年、『四万十川 あつよしの夏』によってデビュー。この作品により、1987年度文藝賞、1989年度坪田譲治文学賞を受賞、1991年には映画化もされた。
現在は日本郵便の郵便外務社員を勤めるかたわら、作家活動に励む。入局当初から全逓に加入していたが、方針や組合員に対する考え方の違いから、上部機関と衝突したため全逓を脱退。現在は郵政労働者ユニオンに加入している。
学歴社会を否定しており、日本文藝家協会のサイトで教育利用を不可とし(但し2002年から2020年まで光村図書の中学国語教科書にに載っていたほか、現在も受験研究社の「徹底演習テキスト」には掲載されている)、1993年2月号の「更生保護」内の「たてまえと本音」という随想において、出身校によって人間の評価が決まってしまうような風潮は子供の将来の怠惰を招くだけのことだと語っている。

## 著作
- 『四万十川 あつよしの夏』河出書房新社, 1988.1　のち文庫。また、のちにぎょうせいが出版する「ふるさと文学館」の45巻に収録された。[6]
  - 『四万十川 第2部 (とおいわかれの日々に)』河出書房新社, 1989.6 のち文庫
  - 『四万十川 第3部 (青の芽吹くころは)』河出書房新社, 1991.1 　のち文庫
  - 『四万十川 第4部 (さよならを言えずに)』河出書房新社, 1993.6　のち文庫
  - 『四万十川 第5部 (ふるさとを捨てても)』河出書房新社, 1995.2　のち文庫
  - 『四万十川 第6部 (こころの中を川が流れる)』河出書房新社, 1996.11　のち文庫
- 『飢餓船』(河出書き下し長篇小説叢書) 河出書房新社, 1990.1
- 『郵便屋』河出書房新社, 1992.12　のち文庫 
  - 『郵便屋の涙』河出書房新社, 1998.9
- 『幼年記かがやく大気のなかで』農山漁村文化協会, 1992.4
- 『ゆたかは鳥になりたかった』後藤えみこ絵。河出書房新社, 1995.6
- 『やまびこのうた』後藤えみこ絵。河出書房新社, 1995.7
- 『とおい夏の日 四万十川ものがたり』(ものがたりうむ) 河出書房新社, 1996.12
- 『母の四万十川 第一部 (さいはてのうたがきこえる)』河出書房新社, 1996.3
- 『母の四万十川 第2部 (それぞれの道)』 河出書房新社, 1997.12
- 『母の四万十川 第3部 (かたすみの昭和) 河出書房新社, 1999.6
- 『きみのおかげだよ』 (教育画劇の創作童話) 長新太絵. 教育画劇, 1997.11
- 『ぼくの子そだて』(教育画劇みんなのえほん) 鈴木まもる絵. 教育画劇, 2001.11
- 『四万十川のひかり』河出書房新社, 2013.11